# معازيز
معازيز (بالإنجليزية: MAAZIZ)‏ هي قرية ريفية تابعة لإقليم الخميسات ضمن جهة الرباط سلا زمور زعير بالمغرب.  بلغ مجموع عدد سكان معازيز حسب إحصاءات 2004  حوالي 12171 نسمة من بينهم 4 أجانب يعيشون في 2772 أسرة.